# 紐卡素沃塔斯

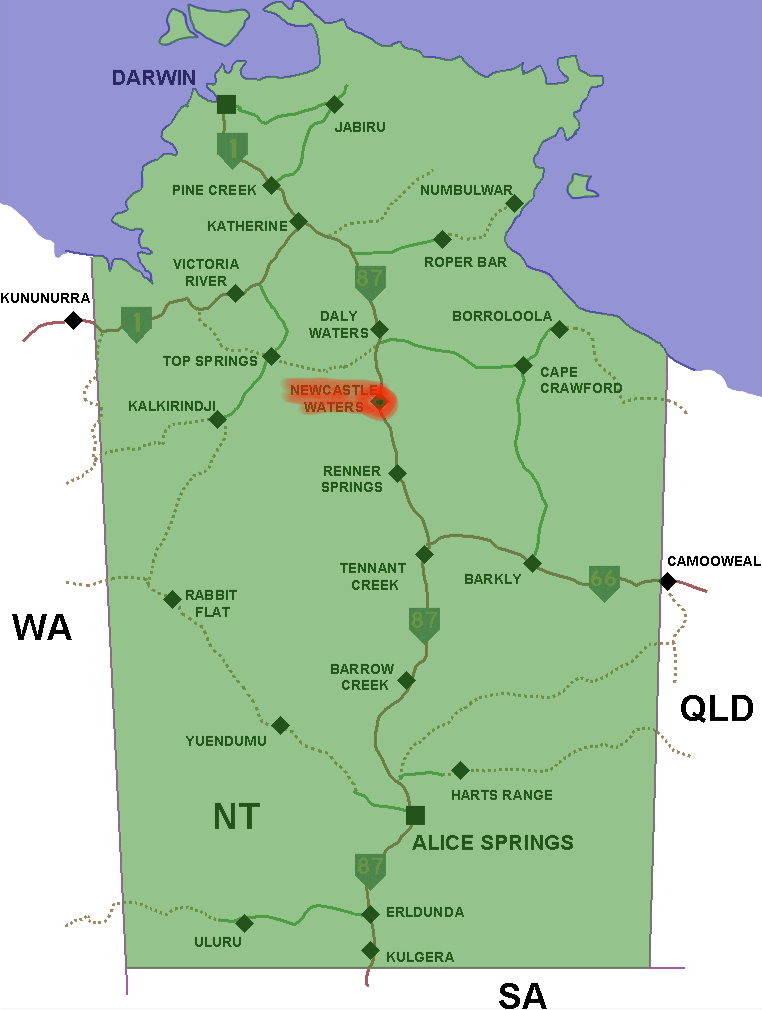
紐卡素沃塔在北領地的位置（紅色）

紐卡素沃塔斯 （Newcastle Waters）是位於澳大利亞北領地的一個小城鎮，毗鄰斯圖亞特高速公路。此地幾乎無人居住，最近的油站和住宿地位於23公里以南的艾略特。